# Wüstenhagen
Wüstenhagen ist ein Stadtteil der kreisfreien Stadt Remscheid im Stadtbezirk Remscheid-Süd. Der Stadtteil, in dem 1007 Einwohner (Stand 2006) wohnen, ist 116 Hektar groß. Wüstenhagen liegt östlich vom Stadtteil Hohenhagen und westlich der Anschlussstelle 95b „Remscheid“ an der Bundesautobahn 1. Der Stadtteil beinhaltet den Wohnplatz und das Gewerbegebiet Ueberfeld. Die ab 1921 nach Plänen des Hochbauamtes angelegte Siedlung Neuenhaus, später Am Anger bezeichnet, sollte die Wohnungsnot nach dem Ersten Weltkrieg lindern. Trotz der Notlage wurde eine optisch ansprechende Siedlung mit grünen Begegnungsflächen und Hausgärten geschaffen. Östlich schließt sich die von-Bodelschwingh initiierte Einfamilienhaussiedlung Auf'm Heidchen an. Nachdem dazu die drei Musterhäuser Überfelder Straße 31,33 und 35 in der aus Afrika übernommenen Lehmbrotbauweise errichtet waren, wurden die übrigen Häuser nach gleichem Vorbild im Gemeinschaftsarbeit erstellt. Diese waren wieder Vorbild für die Siedlung am Grenzwall.
Am 18. Januar 2007 wurden die Waldflächen östlich Üeberfeld durch den Orkan Kyrill zum großen Teil zerstört.
Das BZI – Berufsbildungszentrum der Remscheider Metall- und Elektroindustrie zwischen der Wüstenhagener Straße und der Lenneper Straße sowie die Berufsfeuerwehr Remscheid und der Ortsverband Remscheid des Technischen Hilfswerks liegen im Stadtteil Wüstenhagen.

## Industrie
Neben diversen Firmen gibt es vor allem mehrere Speditionen sowie eine Reihe von anderen Gewerbebetrieben und noch zahlreiche Autohäuser.

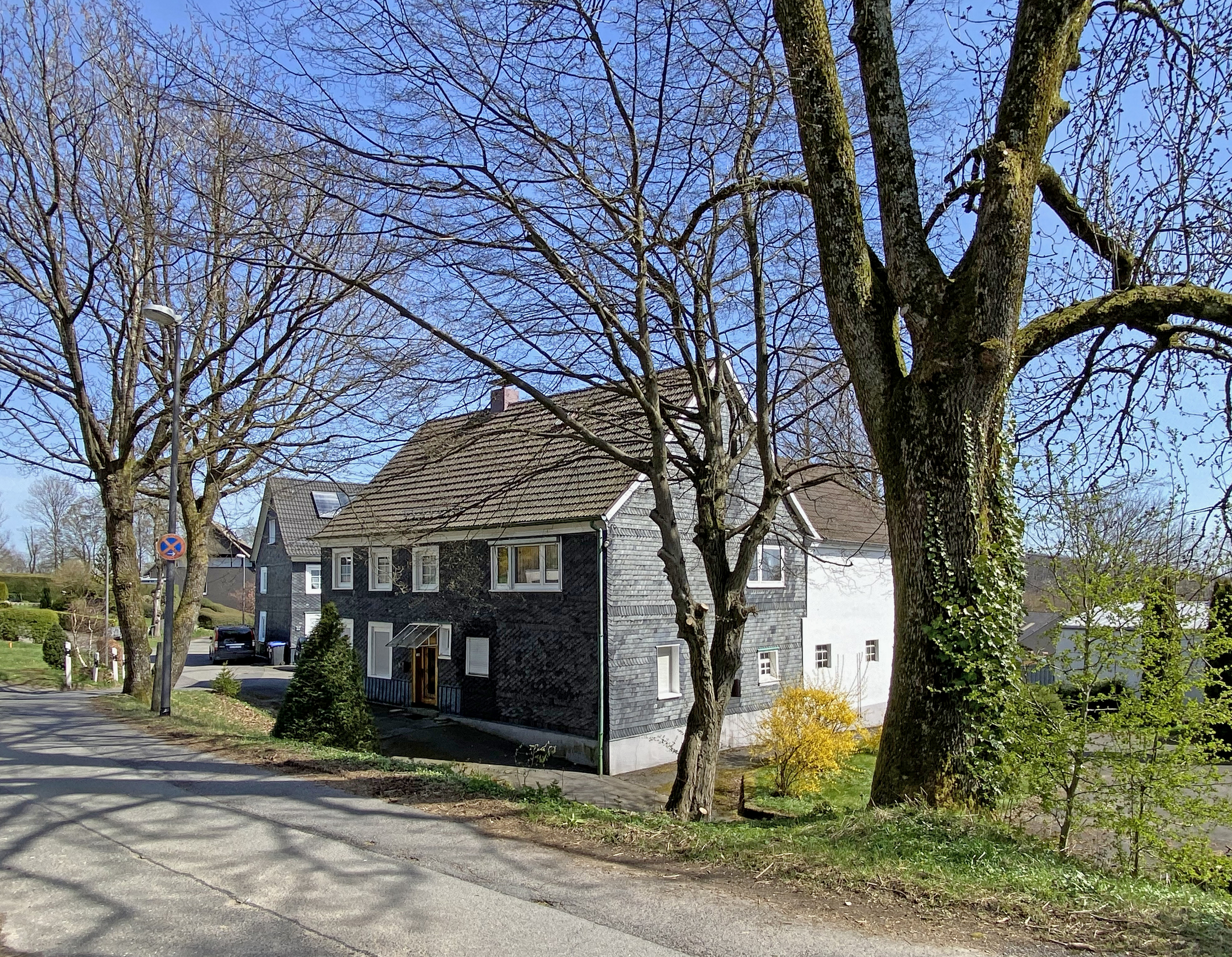
Alte Hofschaft Ueberfeld
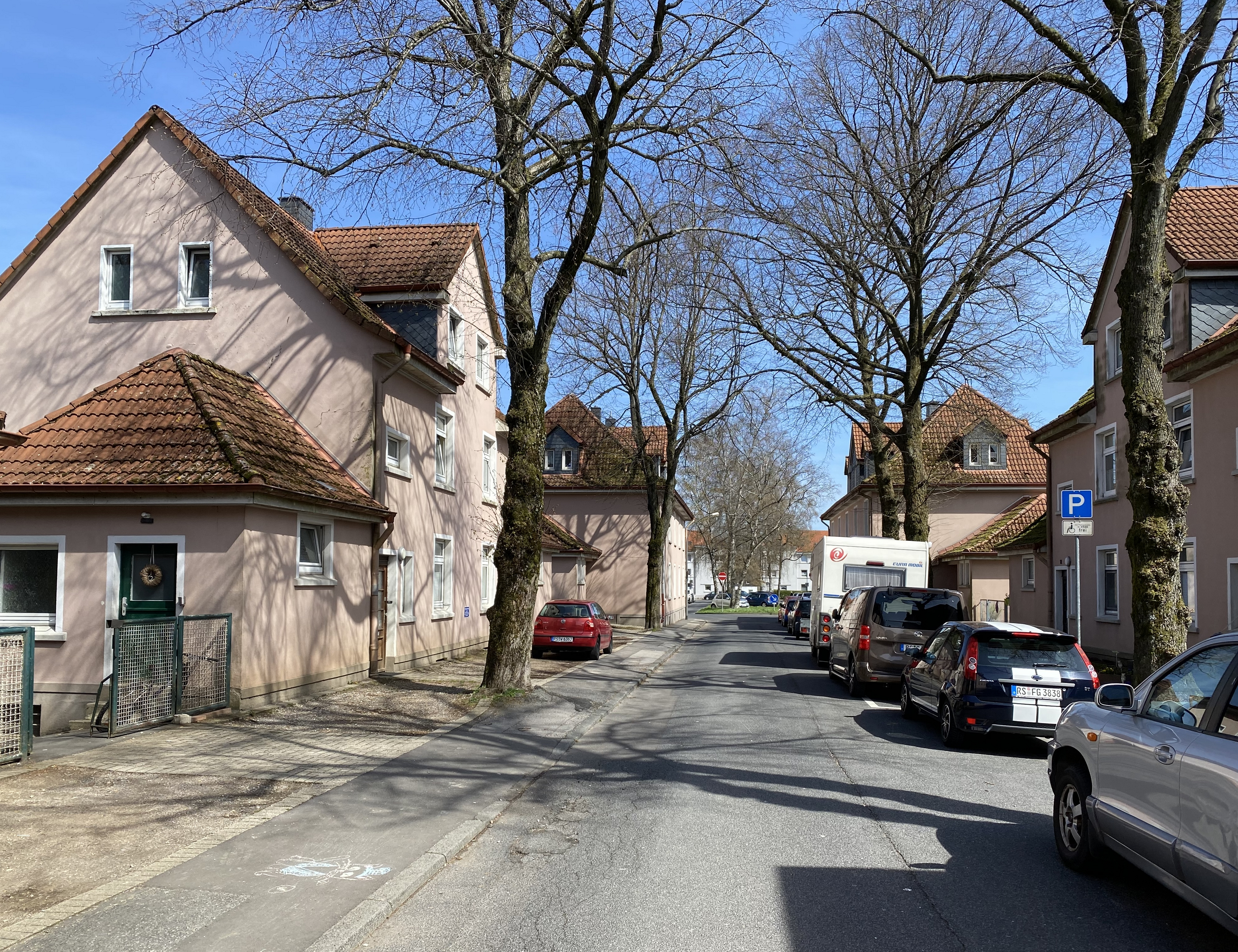
Siedlung Am Anger
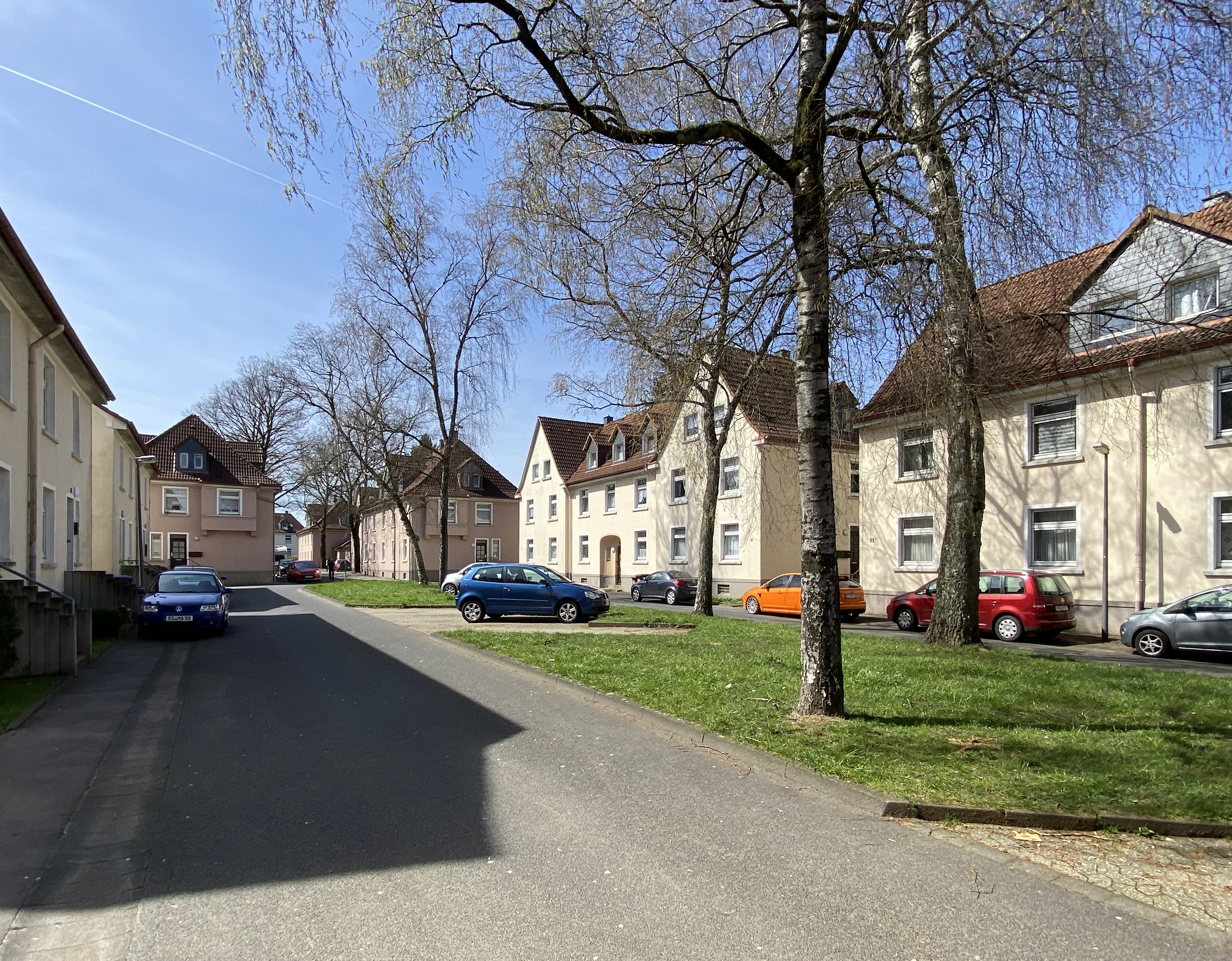
Siedlung Am Anger
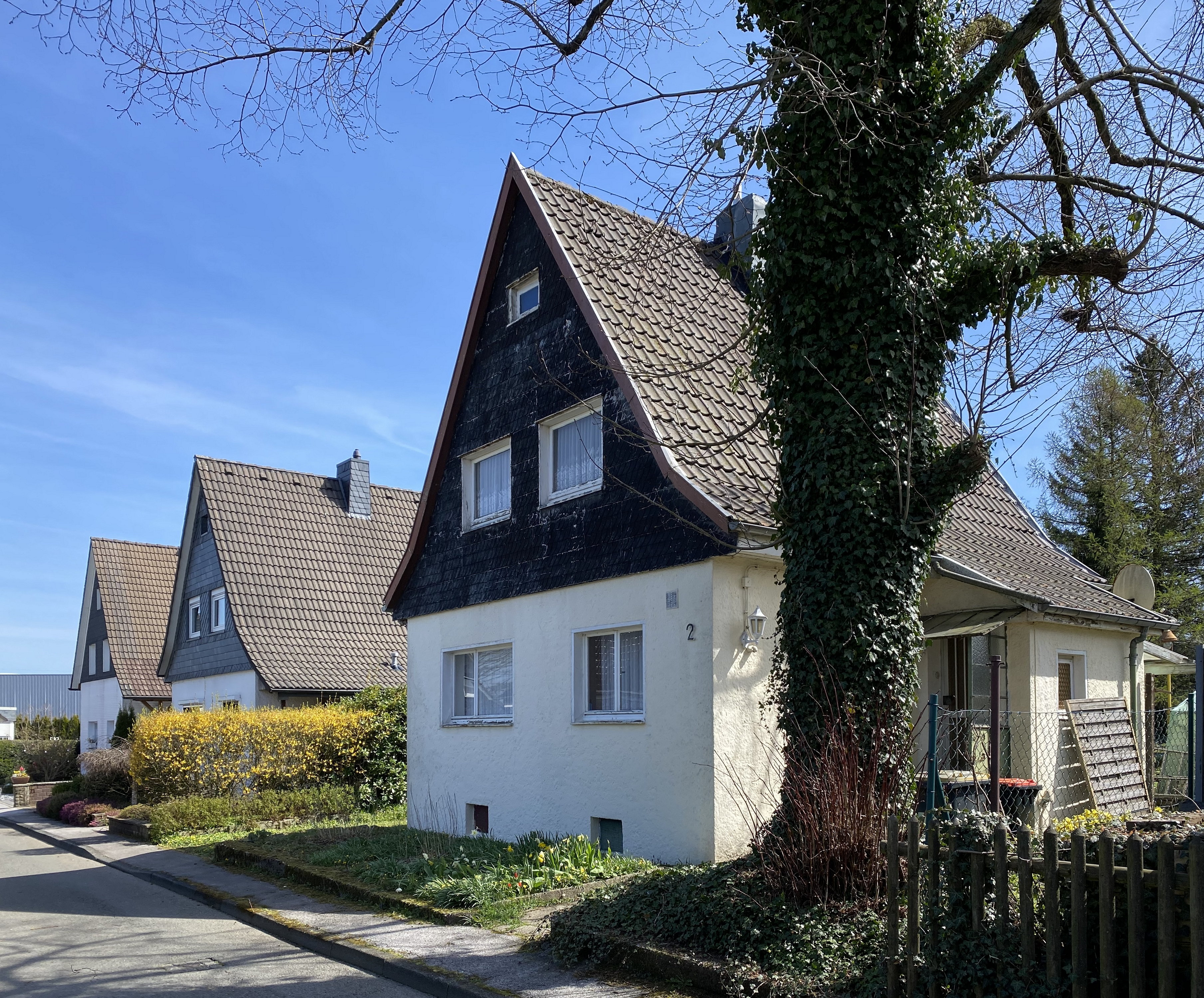
Siedlung Auf'm Heidchen
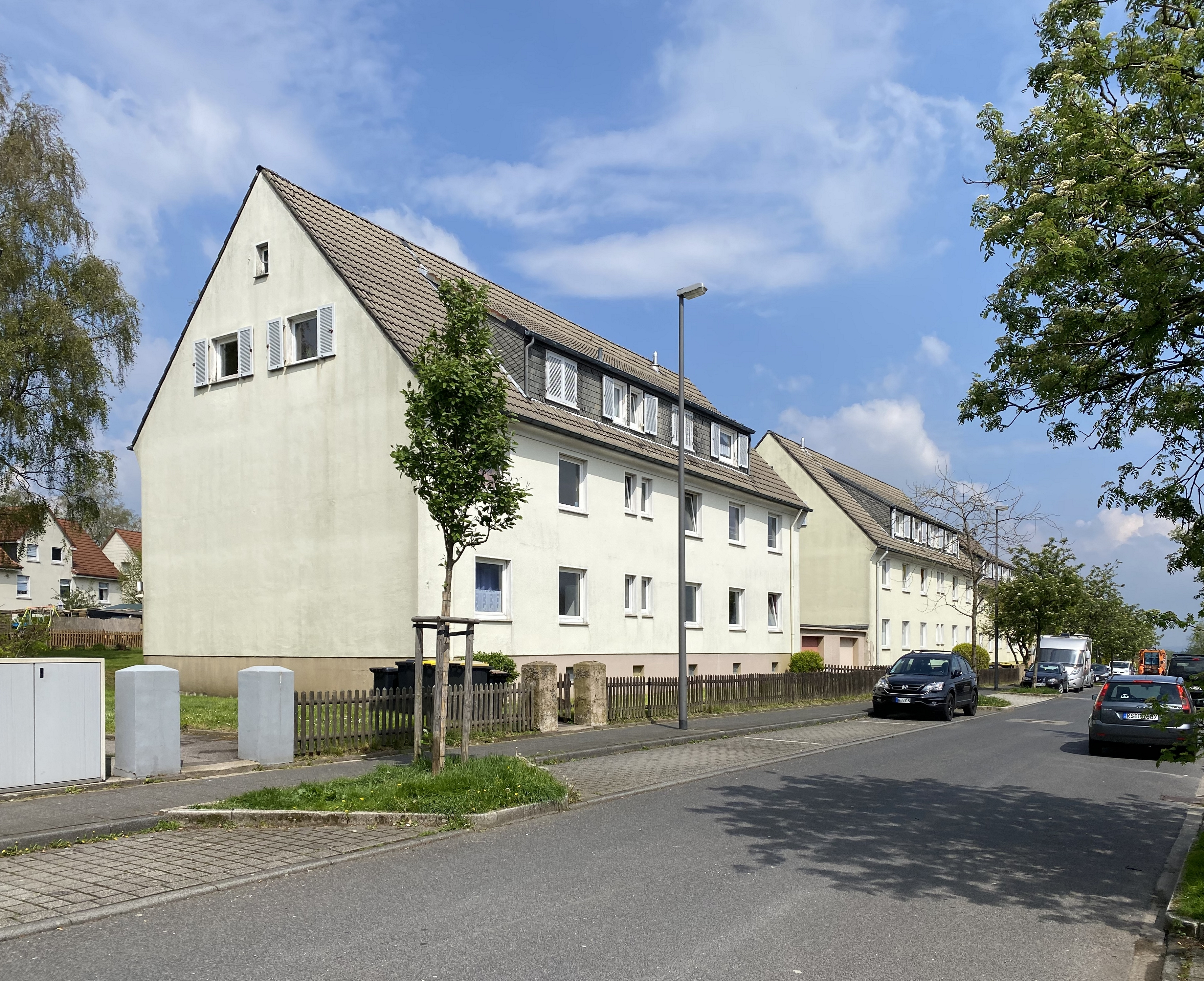
Wüstenhagener Straße
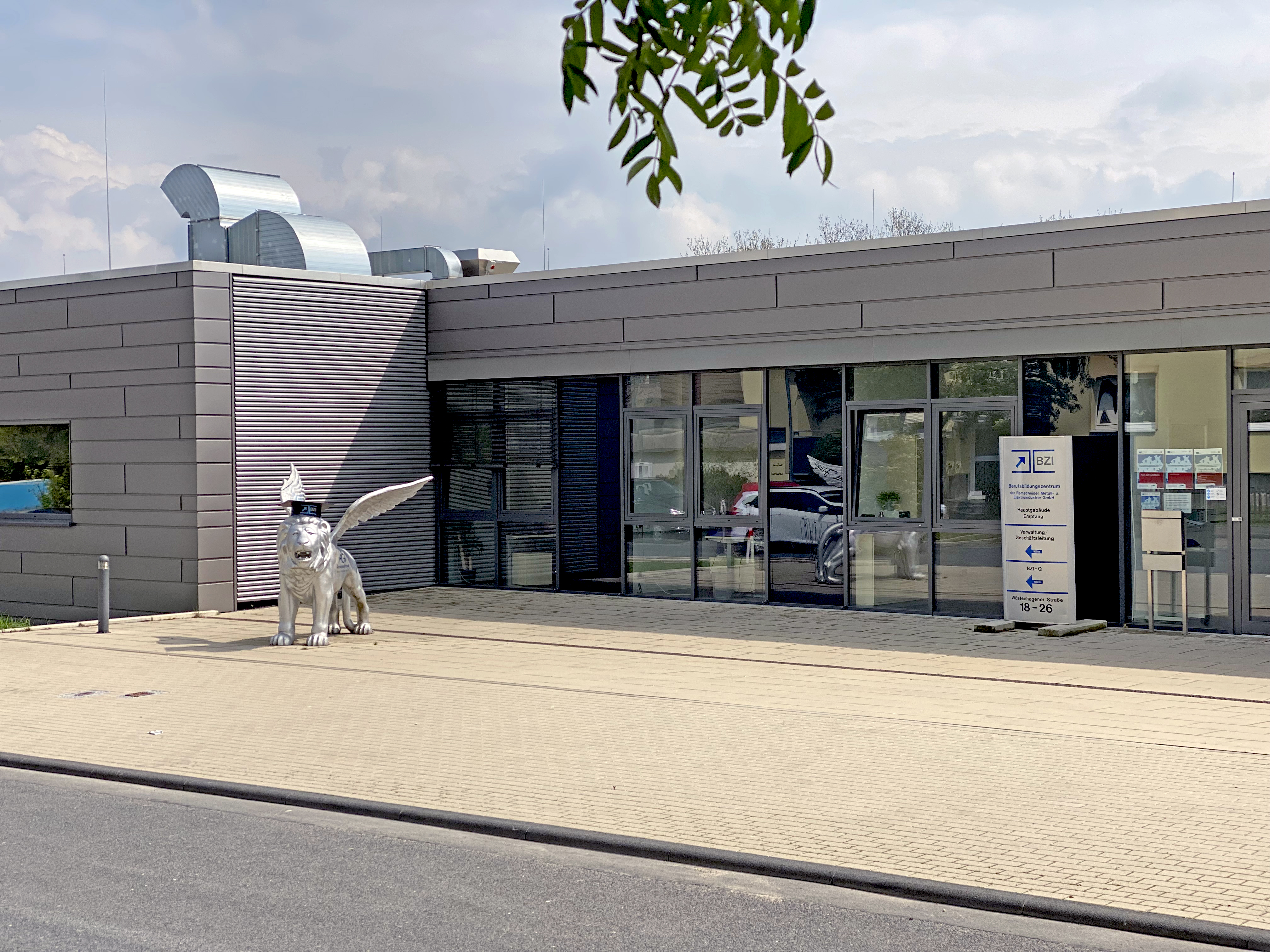
Berufsausbildungszentrum (BZI) Wüstenhagener Straße 18–26
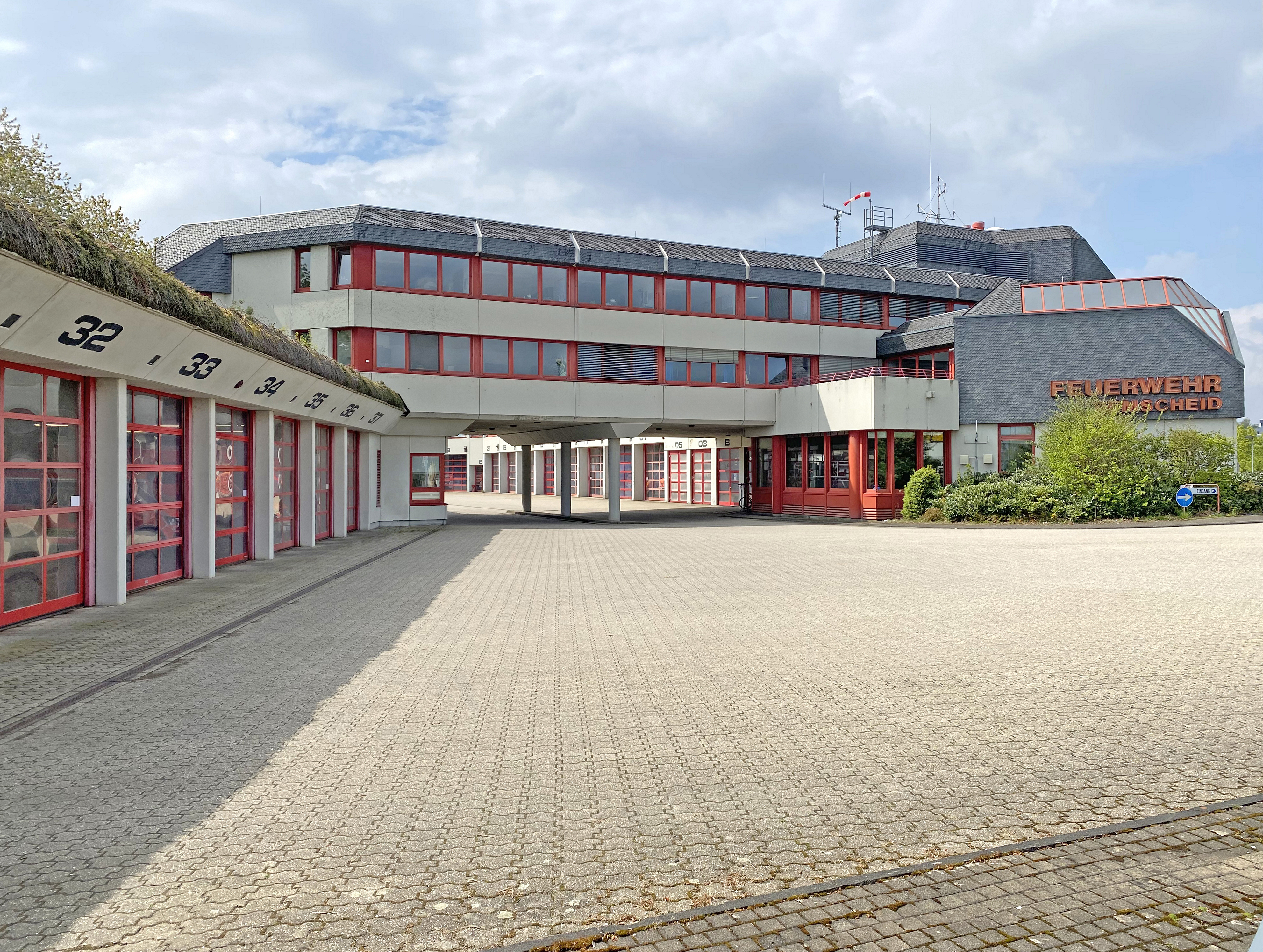
Städt. Feuerwehr - Auf dem Knapp 23
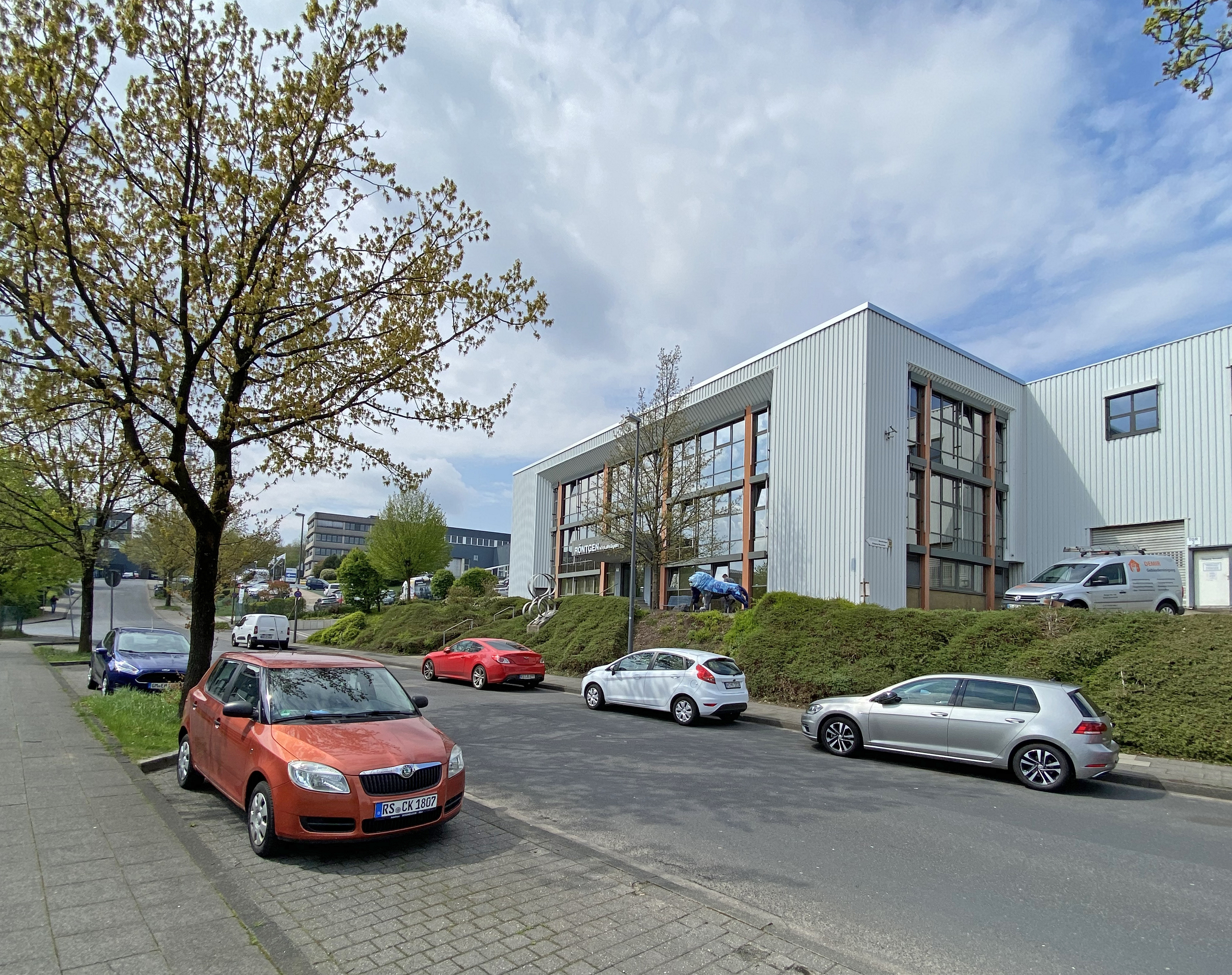
Gewerbegebiet Ueberfeld
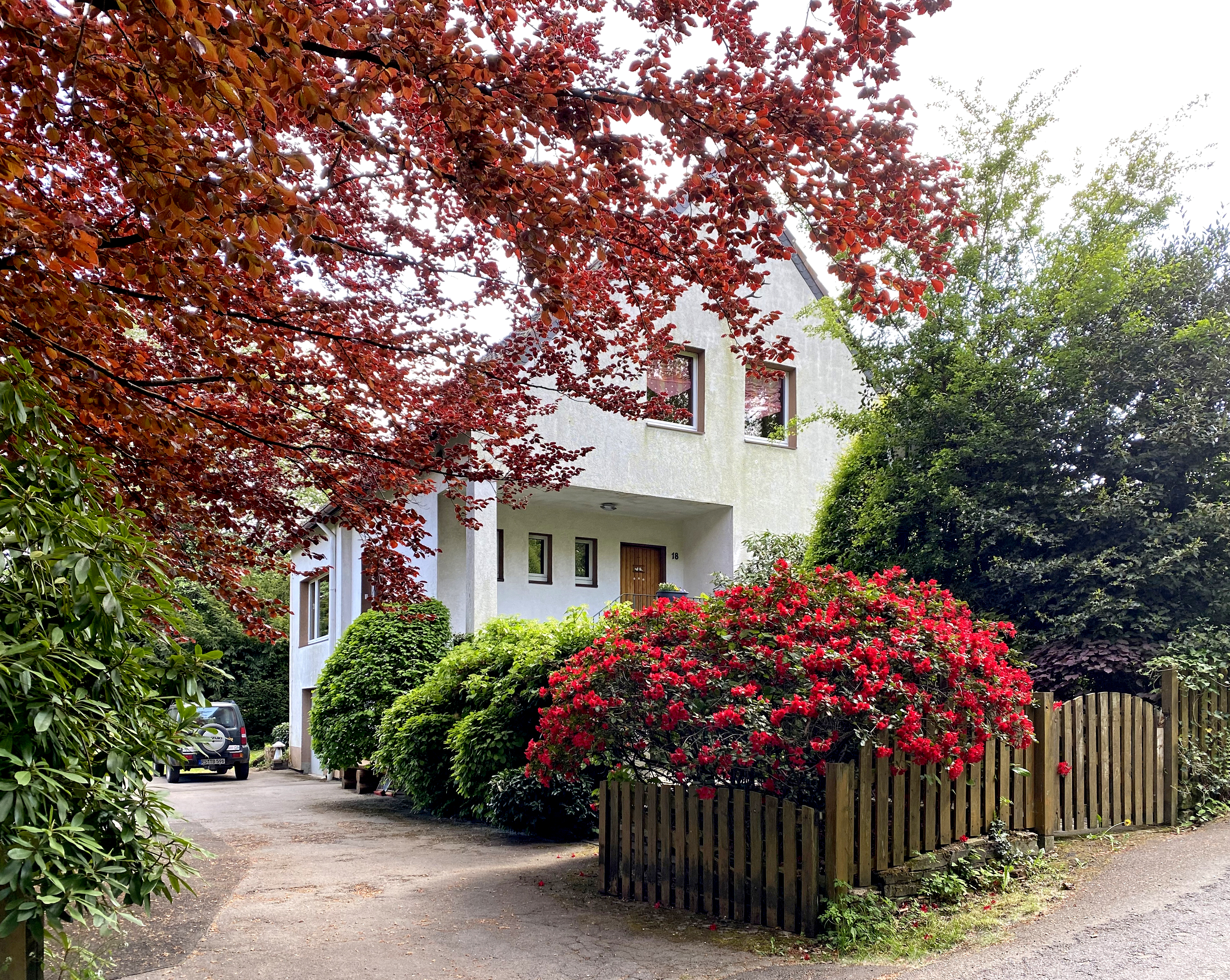
Forsthaus Revier Nord - Ueberfeld 18